# Цветаево
Цвета́ево — деревня в Фурмановском районе Ивановской области, входит в состав Широковского сельского поселения.

## История
В 1981 году Указом Президиума Верховного Совета РСФСР посёлку Фурмановского торфопредприятия присвоено наименование деревня Цветаево.

## Население
| 2010 |
| ---- |
| 3    |